# Dysgonia
Dysgonia is een geslacht van vlinders uit de familie van de spinneruilen (Erebidae).

## Soorten
- D. abnegans (Walker, 1858)
- D. absentimacula (Guenée, 1852)
- D. acuta (Moore, 1883)
- D. adunca (Prout L. B., 1919)
- D. albilinea (Hampson, 1918)
- D. algira (Linnaeus, 1767) —bruine prachtuil
- D. amygdalis (Moore, 1885)
- D. analamerana (Griveaud, 1981)
- D. analis (Guenée, 1852)
- D. angularis (Boisduval, 1833)
- D. ankalirano Viette, 1982
- D. arcifera (Druce, 1912)
- D. arctotaenia (Guenée, 1852)
- D. arcuata (Moore, 1887)
- D. axiniphora (Hampson, 1913)
- D. banian (Griveaud, 1981)
- D. berioi Viette, 1968
- D. circumsignata (Guenée, 1852)
- D. conficiens (Walker, 1858)
- D. conjunctura (Walker, 1858)
- D. consobrina (Guenée, 1852)
- D. constricta (Butler, 1874)
- D. copidiphora (Hampson, 1913)
- D. coreana Leech
- D. crameri Moore, 1885
- D. curvisecta (Prout, 1919)
- D. chiliensis (Guenée, 1852)
- D. delphinensis (Viette, 1968)
- D. derogans (Walker, 1858)
- D. dicoela (Turner, 1909)
- D. diffusa (Prout, 1921)
- D. digona (Mabille, 1879)
- D. diplocyma (Gaede, 1917)
- D. dulcis Butler, 1878
- D. duplexa (Moore, 1883)
- D. eclipsifera (Hampson, 1918)
- D. erectata (Hampson, 1902)
- D. frontinus (Donovan, 1805)
- D. fulvotaenia (Guenée, 1852)
- D. galphyra (Prout A. E., 1927)
- D. goniophora (Hampson, 1910)
- D. hamatilis (Guenée, 1852)
- D. harmonica Hampson, 1902
- D. hercodes (Meyrick, 1902)
- D. hermione Fawcett, 1916
- D. hicanora (Turner, 1903)
- D. humilis Holland, 1894
- D. illibata (Fabricius, 1775)
- D. infractafinis (Lucas, 1895)
- D. interpersa (Guenée, 1852)
- D. irregulata Berio, 1956
- D. isotima (Prout L. B., 1919)
- D. joviana (Stoll, 1782)
- D. latifascia Warren, 1888
- D. latifasciata Warren, 1888
- D. latizona (Butler, 1874)
- D. laurentensis (Viette, 1968)
- D. macrorhyncha (Hampson, 1913)
- D. malgassica (Viette, 1968)
- D. mandschuriana Staudinger, 1892
- D. marginata Yoshimoto, 2002
- D. marquesanus (Collenette, 1928)
- D. masama (Griveaud, 1981)
- D. maturata (Walker, 1858)
- D. maturescens (Walker, 1858)
- D. mesonephele (Hampson, 1910)
- D. monogona (Lower, 1903)
- D. multilineata (Holland, 1894)
- D. nesites (Prout A. E., 1927)
- D. obscura Bremer & Grey, 1853
- D. onelia (Guenée, 1852)
- D. orbata Berio, 1955
- D. palpalis (Walker, 1865)
- D. palumba (Guenée, 1852)
- D. pauliani (Viette, 1981)
- D. pentagonalis (Viette, 1981)
- D. perexcurvata (Hampson, 1918)
- D. porphyrescens (Hampson, 1910)
- D. portia (Fawcett, 1915)
- D. praetermissa (Warren, 1913)
- D. prisca (Walker, 1858)
- D. properans (Walker, 1858)
- D. properata (Walker, 1858)
- D. propyrrha (Walker, 1858)
- D. prorasigna (Hampson, 1913)
- D. pudica (Möschler, 1887)
- D. rectifascia (Fawcett, 1915)
- D. rectivia (Hampson, 1913)
- D. renalis (Hampson, 1894)
- D. rigidistria (Guenée, 1852)
- D. rogenhoferi (Bohatsch, 1880)
- D. sakaraha (Griveaud, 1981)
- D. senex (Walker, 1858)
- D. serratilinea (Bethune-Baker, 1906)
- D. similis (Guenée, 1852)
- D. simillima (Guenée, 1852)
- D. smithii (Guenée, 1852)
- D. solomonensis (Hampson, 1913)
- D. stuposa Fabricius, 1794
- D. subangularis (Mabille, 1890)
- D. torrida (Guénée, 1852)
- D. triplocyma (Hampson, 1913)
- D. trogosema (Hampson, 1913)
- D. umbrosa (Walker, 1865)
- D. uvarovi (Wiltshire, 1949)
- D. valga (Prout, 1919)